# Mathieu Spinosi
Mathieu Spinosi (Brest, 6 giugno 1990) è un attore e violinista francese.

## Biografia
Mathieu Spinosi è nato il 6 giugno 1990 a Brest (Francia), dal violinista e direttore d'orchestra Jean-Christophe Spinosi e della violinista Françoise Paugam.

## Carriera
Mathieu Spinosi è stato allievo del Cours Florent, come violinista e membro dell'Ensemble Matheus. Nel settembre 2011 è stato ammesso presso il conservatorio nazionale di arti drammatiche.
Nel 2008, all'età di diciotto anni, ha recitato nella commedia Neuilly sa mère!, poi ha proseguito con la serie televisiva Clem su TF1 dove interpretato il ruolo di Julien Brimont, un giovane padre di diciassette anni del piccolo Valentin.
Nel 2015 è passato con successo al grande schermo, interpretando il giovane protagonista della commedia drammatica Les souvenirs, co-scritta e diretta da Jean-Paul Rouve. Il cast comprende anche gli attori Michel Blanc, Chantal Lauby e Annie Cordy. Un mese dopo l'uscita del film, è stato uno dei quattro talenti premiati con Splashlight al 18° festival de l'Alpe d'Huez, insieme a Frédéric Chau, Vanessa Guide e Isabelle Vitari.
Nel 2016 ha ottenuto il ruolo di Louis Antoine de Saint-Just nella grande produzione I visitatori 3 - Liberté, egalité, fraternité, diretta da Jean-Marie Poiré. L'anno successivo, dopo un ruolo secondario nel drammatico La Mélodie - Suona sogna vola, è entrato a far parte del cast principale della serie Guyane, coprodotta da Kim Chapiron e Philippe Triboit per Canal+. Nel 2019 è entrato a far parte del cast della miniserie Con l'aiuto del cielo, nel ruolo di Clément e dove ha recitato al fianco dell'attrice Sabrina Ouazani.

## Filmografia

### Cinema
- Neuilly sa mère!, regia di Gabriel Julien-Laferrière (2009)
- Les Yeux jaunes des crocodiles, regia di Cécile Telerman (2014)
- Les nuits d'été, regia di Mario Fanfani (2014)
- Les souvenirs, regia di Jean-Paul Rouve (2015)
- I visitatori 3 - Liberté, egalité, fraternité (Les Visiteurs : La Révolution), regia di Jean-Marie Poiré (2016)
- La Mélodie - Suona sogna vola (La Mélodie), regia di Rachid Hami (2017)
- Simone, le voyage du siècle, regia di Olivier Dahan (2021)
- Les Musiciens, regia di Grégory Magne (2025)

### Televisione
- Victoire Bonnot – serie TV (2010)
- Clem – serie TV, 15 episodi (2010-2014)
- Le Désert de l'amour, regia di Jean-Daniel Verhaeghe – film TV (2012)
- Une femme dans la Révolution, regia di Jean-Daniel Verhaeghe – film TV (2013)
- Guyane – serie TV, 18 episodi (2017-2018)
- Con l'aiuto del cielo (Prière d'enquêter) – miniserie TV, 6 episodi (2019-2023)
- Mon ange – miniserie TV, 6 episodi (2021)
- La Fille dans les bois, regia di Marie-Hélène Copti – film TV (2021)

### Cortometraggi
- Transparence, regia di Martin Guyot e Ivan Rousseau (2012)

## Teatro
- Un tramway nommé Désir di Tennessee Williams, organizzato da Lee Breuer, presso la Salle Richelieu (2011)
- Peau d'âne (2018-2019)

## Doppiatori italiani
Nelle versioni in italiano dei suoi film e delle sue serie TV, Mathieu Spinosi è stato doppiato da:
- Matteo De Mojana[15] in Les nuits d'été
- Davide Perino[16] in Les souvenirs[17]
- David Chevalier[18] ne I visitatori 3 - Liberté, egalité, fraternité[19]
- Angelo Evangelista[20] in Con l'aiuto del cielo[21]

## Riconoscimenti
- Giuria del Festival
  - 2015: Membro della giuria del festival del cortometraggio europeo di Bordeaux